# Küçüknacar, Dulkadiroğlu
Küçüknacar là một xã thuộc huyện Dulkadiroğlu, tỉnh Kahramanmaraş, Thổ Nhĩ Kỳ. Dân số thời điểm năm 2010 là 611 người.